# Lijst van olympische medaillewinnaars golf
Golf is een van de olympische sporten, die op de Olympische Spelen wordt  beoefend. Deze pagina geeft de lijst van olympische medaillewinnaars in deze sport, die nadat deze in 1900 en 1904 op het olympisch programma stond in 2016 terug keerde.

## Mannen
| Editie | Goud | Goud              | Zilver | Zilver            | Brons | Brons                        |
| ------ | ---- | ----------------- | ------ | ----------------- | ----- | ---------------------------- |
| 1900   | USA  | Charles Sands     | GBR    | Walter Rutherford | GBR   | David Donaldson Robertson    |
| 1904   | CAN  | George Lyon       | USA    | Henry Egan        | USA   | Burt McKinnie Francis Newton |
|        |      |                   |        |                   |       |                              |
| 2016   | GBR  | Justin Rose       | SWE    | Henrik Stenson    | USA   | Matt Kuchar                  |
| 2020   | USA  | Xander Schauffele | SVK    | Rory Sabbatini    | TPE   | Pan Cheng-tsung              |
| 2024   | USA  | Scottie Scheffler | GBR    | Tommy Fleetwood   | JPN   | Hideki Matsuyama             |

| Land | Goud | Zilver | Brons |
| ---- | ---- | ------ | ----- |
| USA  | 3    | 1      | 3     |
| GBR  | 1    | 2      | 1     |
| CAN  | 1    | 0      | 0     |
| SVK  | 0    | 1      | 0     |
| SWE  | 0    | 1      | 0     |
| JPN  | 0    | 0      | 1     |
| TPE  | 0    | 0      | 1     |

## Vrouwen
| Editie | Goud | Goud                 | Zilver | Zilver           | Brons | Brons         |
| ------ | ---- | -------------------- | ------ | ---------------- | ----- | ------------- |
| 1900   | USA  | Margaret Ives Abbott | USA    | Pauline Whittier | USA   | Daria Pratt   |
|        |      |                      |        |                  |       |               |
| 2016   | KOR  | Park In-bee          | NZL    | Lydia Ko         | CHN   | Feng Shanshan |
| 2020   | USA  | Nelly Korda          | JPN    | Mone Inami       | NZL   | Lydia Ko      |
| 2024   | NZL  | Lydia Ko             | GER    | Esther Henseleit | CHN   | Lin Xiyu      |

| Land | Goud | Zilver | Brons |
| ---- | ---- | ------ | ----- |
| USA  | 2    | 1      | 1     |
| NZL  | 1    | 1      | 1     |
| KOR  | 1    | 0      | 0     |
| GER  | 0    | 1      | 0     |
| JPN  | 0    | 1      | 0     |
| CHN  | 0    | 0      | 2     |

Meervoudige medaillewinnaars
| Succesvolste   | Meervoudige |
| -------------- | ----------- |
| 1-1-1 Lydia Ko |             |

## Afgevoerd onderdeel

### Mannenteam
| Editie | Goud | Goud | Zilver | Zilver | Brons | Brons |
| ------ | ---- | --- | ------ | --- | ----- | --- |
| 1904   | USA  | Edward Cummins Henry Egan Walter Egan Kenneth Edwards Robert Hunter Nathaniel Moore Mason Phelps Daniel Sawyer Clement Smoot Warren Wood | USA    | John Cady Albert Lambert John Maxwell Burt McKinnie Ralph McKittrick Francis Newton Henry Potter Frederick Semple Stuart Stickney William Stickney | USA   | Douglas Cadwalader Jesse Carleton Harold Fraser Arthur Hussey Orus Jones Allen Lard George Oliver Simeon Price John Rahm Harold Weber |

Parijs 1900 · 
St. Louis 1904 · 
Rio de Janeiro 2016 · 
Tokio 2020 · 
Parijs 2024 · 
Los Angeles 2028 
Olympische medaillewinnaars